# Julija Ležneva
Julija Michajlovna Ležneva (in russo:  Юлия Михайловна Лежнева; Južno-Sachalinsk, 5 dicembre 1989) è un soprano e mezzosoprano russo.
Cantante d'opera, specializzata nel repertorio di soprano e coloratura mezzosoprano di musica del XVIII e dell'inizio del XIX secolo. Ha studiato con Elena Obraztsova, Dennis O'Neill e Yvonne Kenny.

## Biografia
Julia Lezhneva è nata in una famiglia di geofisici. Nel 2004, Lezhneva si è diplomata con lode alla Gretchaninov Music School di Mosca. Nel giugno 2008 ha conseguito la laurea con lode per i suoi studi di canto e il diploma di pianoforte presso il Moscow Conservatory Academic Music College.

## Repertorio
- G. Rossini — La donna del lago, Elena
- W. A. Mozart — Così fan tutte, Fiordiligi
- G. Meyerbeer — Les Huguenots, Urbain
- P. Stravinsky — Le Rossignol, Irina
- P. I. Čajkovskij — Iolanta, Iolanta
- G. F. Handel — Tamerlano, Asteria
- G. Rossini — Il barbiere di Siviglia, Rosina
- G. F. Handel — Alessandro, Rossane
- W. A. Mozart — Don Giovanni, Zerlina
- G. F. Handel — Rinaldo, Almirena

## Discografia
- N. Porpora, Carlo il Calvo,  George Petrou , Parnassus, 2022
- J. S. Bach: Messa in Si minore. Naïve Records
- Rossini Arias. Naïve Records
- Vivaldi: Ottone in villa – Verónica Cangemi, Sonia Prina, Julia Lezhneva, Topi Lehtipuu, Roberta Invernizzi; Il Giardino Armonico, Giovanni Antonini (conductor). Label: Naïve Records RV729
- Handel: Alessandro. Decca Classics
- Vivaldi: L'oracolo in Messenia.  Virgin Classics
- Alleluia - Vivaldi, Handel, Porpora, Mozart (four motets), con Il Giardino Armonico, Giovanni Antonini, Decca Classics
- Stabat Mater (Pergolesi), Laudate pueri, Confitebor tibi domine. duet album con Philippe Jaroussky: Erato/Warner Classics
- Siroe (Metastasio).con Max Emanuel Cenčić e Franco Fagioli,  Decca Classics.
- G. F. Handel's great early works written during his trip to Italy (La Resurrezione, Il Trionfo del Tempo e del DIsinganno, Dixit Dominus, Salve regina, Apollo e Daphne, Rodrigo, Agrippina), con Il Giardino Armonico / Giovanni Antonini - DECCA Classics, 2015